# Rheumaptera paucilineata
Rheumaptera paucilineata är en fjärilsart som beskrevs av Felix Bryk 1921. Rheumaptera paucilineata ingår i släktet Rheumaptera och familjen mätare. Inga underarter finns listade.